# HYBRID HEAVEN
『HYBRID HEAVEN』（ハイブリッドヘヴン）は1999年8月5日にコナミより発売されたNINTENDO 64用アクションRPG。開発はKCE大阪。

## 概要
基本的に『トゥームレイダー』シリーズの様な、三人称視点でマップを進む3Dアクションシューティングだが、クリーチャーの敵と遭遇し、接触すると戦闘画面になり格闘で一対一で闘う。
敵との戦闘ではコマンド選択式を採用。攻撃方法にはプロレス技が採用されており、レスラーのアレクサンダー大塚がプロレス監修を務める。また、攻撃を受けると攻撃を受けた部位の防御力が上るというシステムが採用されている。
このゲームがリリースされた当初は3Dグラフィックが本作と違いより強化され、本作より幾つかの多くのキャラクターがおり、64DD対応のゲームとして考えていた。E3 1997でもそのゲーム内容の予告映像も公開されていたが、最終的にNINTENDO64で開発を行った時、そのグラフィックのレベルに達することは不可能だったため、キャラクターなども含め、幾つかのゲーム部分が大幅に削除されるなど変更される事となり、本作となった。
| 周辺機器     | ハイレゾパック対応    |
| レイティング | ESRB: T(13歳以上対象) |

## ストーリー
2000年12月、ニューヨーク。合衆国大統領のシークレットサービス、ジョニー・スレイターがディアスという男に撃たれた。ディアスの正体は異星人によって生み出された合成人間である。やがて、ディアスは異星人に反旗を翻す。

## 登場人物
- KEVIN YOUNG
- PATRICK WELLER
- HOLLEY BENNET
- JOHNNY SLATER
- DIAZ
- JERRY SILVER
- ALEX HUNTER
- GARY BROSS
- ANNA MOODY

## クリーチャーデータ
- スピカ
- ポルックス
- セギヌス
- 研究員
- ナオス
- ゴメイサ

## 主なスタッフ
- Director：大海靖夫
- 3D Character Design/Effect/CG Work：新海達也
- Sound Director：安慶名伸行
- Sound composer：安慶名伸行、加藤祐介
- Original Concept Scenario：大海靖夫
- Game Planning Story：大海靖夫、新海達也
- Planning Brain：新海達也
- Producer：上原和彦
- ExectiveProducer：樹下國昭